# Хлібороб (газета, Лубны)

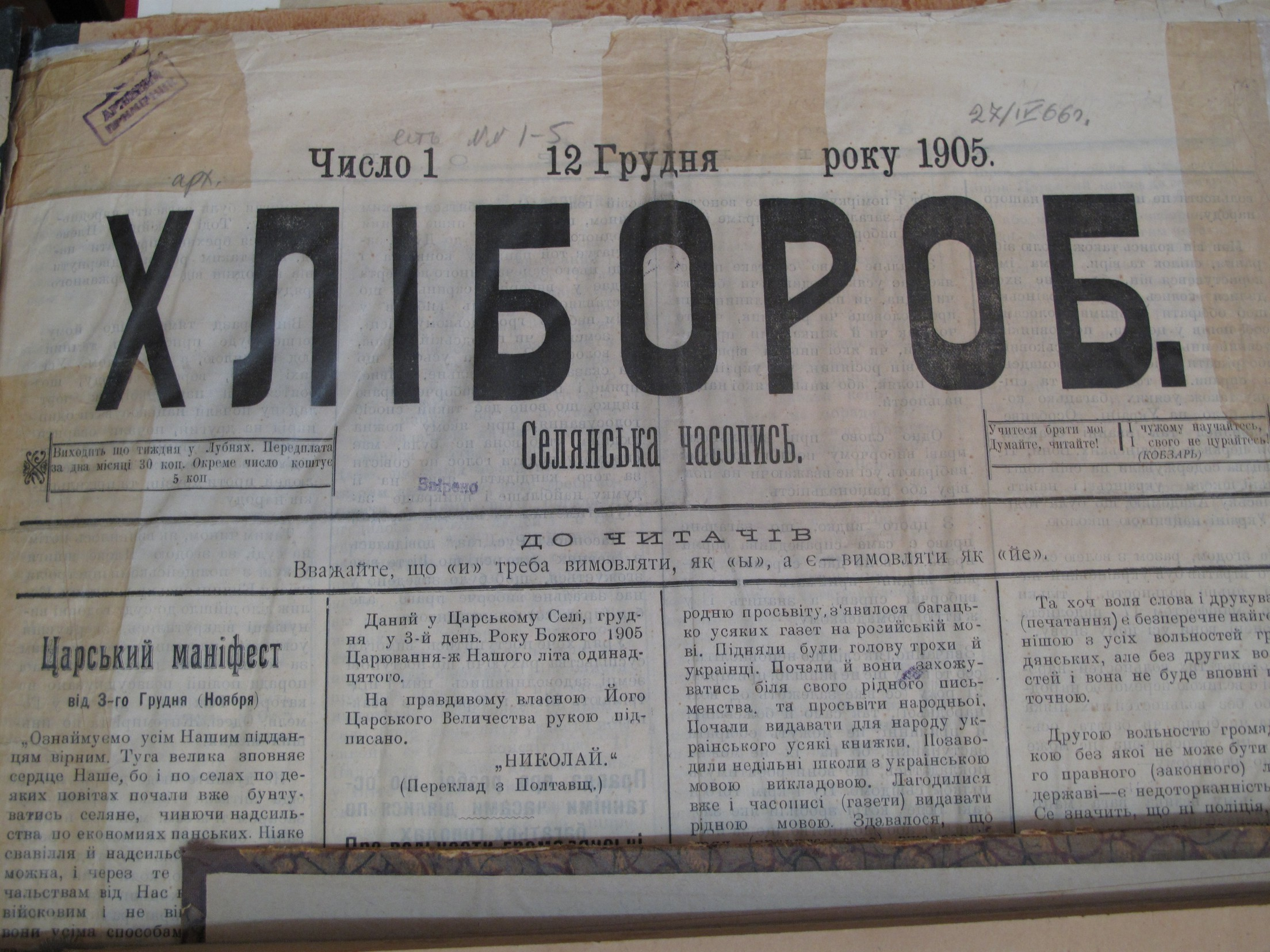
Газета «Хлібороб» от 12.12.1905

«Хлібороб» (с укр. — «Хлебороб») — первая в Российской империи политическая газета на украинском языке.
Издавалась в г. Лубны Полтавской губернии Российской империи в ноябре-декабре 1905 года.
Газета издавалась на средства украинской общины. Тираж составлял 5000 экземпляров.
Инициаторами создания были братья Николай и Владимир Шеметы. Редактором издания был Николай Шемет.
Братья были основными авторами издания.
Выход первого номера газеты «Хлібороб» состоялся 12 ноября 1905 года. Всего вышло 5 номеров газеты. Четвертый номер был конфискован царскими властями, а уже после 5-го выпуска издание запретила российская цензура.